# N-Butyllithi
n-Butyllithi C4H9Li (viết tắt n-BuLi) là thuốc thử cơ lithi. Nó là một trong những hợp chất hữu cơ kim loại (hợp chất cơ kim). Nó được sử dụng rộng rãi như một chất khởi đầu quá trình trùng hợp trong sản xuất các chất đàn hồi như polybutadien hoặc styren-butadien-styren (SBS). Ngoài ra, nó được sử dụng rộng rãi như một siêu base, trong quá trình tổng hợp các hợp chất hữu cơ như trong ngành dược phẩm.
Butyllithi có sẵn trên thị trường dưới dạng dung dịch (15%, 25%, 1,5M, 2M, 2,5M, 10M, v.v.) trong các ankan như pentan, hexan và heptan. Các dung dịch trong diethyl ether và THF có thể được chuẩn bị, nhưng không đủ ổn định để bảo quản. Sản xuất và tiêu thụ butyllithi và các hợp chất hữu cơ khác trên toàn thế giới hàng năm ước tính khoảng 2000 đến 3000 tấn.
Mặc dù butyllithi không màu, n-butyllithi thường gặp ở dạng dung dịch màu vàng nhạt trong alkan. Các dung dịch như vậy ổn định vô thời hạn nếu được bảo quản đúng cách, nhưng trên thực tế, chúng bị phân huỷ trong thời gian dài. Kết tủa trắng mịn (lithi hydroxide) được lắng xuống và màu sắc chuyển sang da cam.

## Cấu trúc và liên kết
n-BuLi tồn tại dưới dạng một đám cả ở trạng thái rắn và dung dịch. Xu hướng kết tụ là phổ biến đối với các hợp chất lithi hữu cơ. Các tập hợp được liên kết với nhau bằng các liên kết cộng hóa trị phân định vị giữa lithi và carbon đầu cuối của chuỗi butyl. Trong trường hợp n-BuLi, các cụm là tetrameric (trong ether) hoặc hexameric (trong cyclohexan). Cụm này là một cụm kiểu cuban méo mó với các nhóm Li và CH2R ở các đỉnh xen kẽ. Một mô tả tương đương mô tả tứ diện là một tứ diện Li4 xen kẽ với một tứ diện [CH2R]4. Liên kết trong cụm có liên quan đến liên kết được sử dụng để mô tả diborane, nhưng phức tạp hơn vì có tám nguyên tử tham gia. Phản ánh "đặc điểm thiếu điện tử" của nó, n-butyllithi có phản ứng cao đối với các base Lewis.
Do sự khác biệt lớn giữa độ hút điện của carbon (2,55) và lithi (0,98), liên kết C-Li có tính phân cực cao. Sự phân tách điện tích đã được ước tính là 55-95%. Đối với các mục đích thực tế, n-BuLi thường có thể được coi là phản ứng như anion butyl, n-Bu-, và một cation lithi, Li+.

## Chuẩn bị
Điều chế tiêu chuẩn cho n-BuLi là phản ứng của 1-bromobutan hoặc 1-clobutan với kim loại Li:
2Li + C4H9X → C4H9Li + LiX
trong đó X = Cl, Br
Nếu lithi được sử dụng cho phản ứng này chứa 1–3% natri, thì phản ứng diễn ra nhanh hơn so với nếu sử dụng lithi nguyên chất. Dung môi được sử dụng để điều chế này bao gồm benzen, Cyclohexan và Diethyl ether. Khi BuBr là tiền chất, sản phẩm là một dung dịch đồng nhất, bao gồm một cụm hỗn hợp chứa cả LiBr và BuLi, cùng với một lượng nhỏ octan. BuLi tạo phức yếu hơn với LiCl, do đó phản ứng của BuCl với Li tạo ra kết tủa LiCl.
Các dung dịch butyllithi, dễ bị phân huỷ bởi không khí, được chuẩn bằng phương pháp chuẩn độ. Một acid yếu phổ biến là biphenyl-4-methanol, tạo ra dẫn xuất dilithio có màu đậm ở điểm cuối.

## Ứng dụng
Butyllithi về cơ bản có giá trị như một chất khởi đầu cho quá trình trùng hợp anion của dien, chẳng hạn như butadien. Phản ứng được gọi là "carbolithiation":
C4H9Li + CH2=CH-CH=CH2 → C4H9-CH2-CH=CH-CH2Li
Isopren có thể được polymer hóa một cách đặc hiệu theo cách này. Cũng có tầm quan trọng về mặt thương mại là việc sử dụng butyllithi để sản xuất polyme styren-butadien. Ngay cả ethylen cũng sẽ chèn vào BuLi.

## Phản ứng
Butyllithi là một base mạnh (pKa≈50), nhưng nó cũng là một nucleophile và chất khử mạnh, tùy thuộc vào các chất phản ứng khác. Hơn nữa, ngoài việc là một nucleophile mạnh, n-BuLi liên kết với các base Lewis aprotic, chẳng hạn như ether và amin bậc ba, chúng phân tách một phần các cụm bằng cách liên kết với các trung tâm lithi. Việc sử dụng nó như một cơ sở vững chắc được gọi là kim loại hóa. Các phản ứng thường được tiến hành trong tetrahydrofuran và diethyl ether, là những dung môi tốt để tạo ra các dẫn xuất cơ lithi (xem bên dưới).

### Metalation
Một trong những tính chất hóa học hữu ích nhất của n-BuLi là khả năng khử gốc một loạt các acid Brønsted yếu. t-Butyllithi và s-butyllithi cơ bản hơn. n-BuLi thể deprotonate (có nghĩa là, metalate) nhiều loại trái phiếu CH, đặc biệt là nơi các base liên hợp được ổn định bằng điện tử delocalization hoặc một hoặc nhiều hetherroatoms (nguyên tử phi carbon). Ví dụ bao gồm acetylen (H-CC-R), methyl sulfide (H-CH2SR), thioacetals (H-CH(SR)2, ví dụ: dithian), methylphosphin (H-CH2PR2), furan, Thiophen và ferrocen (Fe(H-C5H4)(C5H5)). Ngoài này, nó cũng sẽ deprotonate tất cả các hợp chất có tính acid hơn như cồn, amin, enolizable hợp chất carbonyl, và bất kỳ hợp chất có tính acid công khai, để sản xuất alkoxides, amide, enolat và muối -at của lithi. Tính ổn định và tính dễ bay hơi của butan do sự deproto hóa như vậy phản ứng là thuận tiện, nhưng cũng có thể là một vấn đề đối với các phản ứng quy mô lớn vì thể tích của một khí dễ cháy được tạo ra.
LiC4H9 + RH → C4H10 + R-Li
Tính cơ bản động học của n-BuLi bị ảnh hưởng bởi dung môi hoặc cosolvent. Các phối tử tạo phức Li+ như tetrahydrofuran (THF), tetramethylethylenediamine (TMEDA), hexamethylphosphoramide (HMPA) và 1,4-diazabicyclo(2.2.2)octan (DABCO) tiếp tục phân cực liên kết Li-C và đẩy nhanh quá trình kim loại hóa. Các chất phụ gia như vậy cũng có thể hỗ trợ trong việc cô lập sản phẩm tráng nhựa, một ví dụ nổi tiếng trong số đó là dilithioferrocene.
Fe(C5H5)2 + 2LiC4H9 + 2TMEDA → 2C4H10 + Fe(C5H4Li)2(TMEDA)2
Cơ sở Schlosser của là một siêu base sản xuất bằng cách xử lý butyllithi với kali tert-butoxit. Đó là kinetically nhiều phản ứng hơn butyllithi và thường được sử dụng để thực hiện khó khăn metalations. Anion butoxit tạo phức với lithi và tạo ra butylpotali một cách hiệu quả, chất này phản ứng mạnh hơn thuốc thử lithi tương ứng.
Một ví dụ về việc sử dụng n-butyllithi làm base là việc thêm một amin vào methyl carbonat để tạo thành methyl carbamat, trong đó n-butyllithi dùng để deprotonat amin:
n-BuLi + R2NH + (MeO)2CO → R2N-CO2Me + LiOMe + BuH

### Trao đổi halogen-lithi
Butyllithi phản ứng với một số bromide và iodide hữu cơ trong một phản ứng trao đổi để tạo thành dẫn xuất cơ lithi tương ứng. Phản ứng thường không thành công với chloride hữu cơ và fluoride:
C4H9Li + RX → C4H9X + RLi
(X = Cl, Br)
Đây trao đổi lithi-halogen phản ứng rất hữu ích cho việc chuẩn bị một số loại hợp chất RLI, đặc biệt là aryl lithi và một số vinyl thuốc thử lithi. Các tiện ích của phương pháp này bị hạn chế đáng kể, tuy nhiên, bởi sự hiện diện trong hỗn hợp phản ứng của n-BuBr hoặc n-BuI, có thể phản ứng với RLI thuốc thử hình thành, và bằng cách cạnh tranh dehydrohalogenation phản ứng, trong đó n-Buli đóng vai trò như một cơ sở:
2C4H9Br + RLi → 2C4H9R + LiBr
2C4H9Li + R'CH=CHBr → 2C4H10 + R'C≡CLi + LiBr
Phản ứng phụ này đối với RI ít quan trọng hơn đáng kể so với RBr, vì sự trao đổi iốt-lithi nhanh hơn sự trao đổi brom-lithi một vài bậc. Vì những lý do này, aryl, vinyl và alkyl iodua chính là chất nền được ưu tiên và t-BuLi thay vì n-BuLi thường được sử dụng, vì t-BuI được tạo thành sẽ bị phá hủy ngay lập tức bởi t-BuLi trong phản ứng dehydro hóa (do đó đòi hỏi 2 tương đương của t-BuLi). Ngoài ra, thuốc thử vinyl lithi có thể được tạo ra bằng phản ứng trực tiếp của vinyl halogenide (ví dụ như cyclohexenyl chloride) với lithi hoặc bằng cách trao đổi thiếc-lithi (xem phần tiếp theo).

### Chuyển đổi
Một họ phản ứng liên quan là chuyển vị, trong đó hai hợp chất cơ kim trao đổi kim loại của chúng. Nhiều ví dụ về phản ứng như vậy liên quan đến sự trao đổi Li với Sn:
C4H9Li + Me3SnAr → C4H9SnMe3 + LiAr
trong đó Ar là aryl và Me là metyl.
Phản ứng trao đổi thiếc-lithi có một ưu điểm lớn hơn phản ứng trao đổi halogen-lithi để điều chế thuốc thử lithi organolit, ở chỗ các hợp chất thiếc sản phẩm (C4H9SnMe3trong ví dụ trên) ít phản ứng với thuốc thử lithi hơn nhiều so với các sản phẩm halogenide của sự trao đổi halogen-lithi tương ứng (C4H9Br hoặc C4H9Cl). Khác kim loại và á kim mà trải qua các phản ứng trao đổi như vậy là hợp chất hữu cơ của thủy ngân, seleni, và teluri.

### Bổ sung carbonyl
Thuốc thử cơ lithi, bao gồm n-BuLi được sử dụng để tổng hợp các aldehyde và keton cụ thể. Một trong những con đường tổng hợp như vậy là phản ứng của thuốc thử cơ lithi với các amide không được thế:
R1Li + R2CONMe2 → LiNMe2 + R2C(O)R1

### Sự suy thoái của THF
THF bị deproto hóa bởi butyllithi, đặc biệt là khi có TMEDA, do mất một trong bốn proton tiếp giáp với oxy. Quá trình này, tiêu thụ butyllithi để tạo ra butan, gây ra sự mở vòng để tạo ra enolat acetaldehyde và ethylen. Do đó, phản ứng của Buli trong THF thường tiến hành ở nhiệt độ thấp, chẳng hạn như -78 °C, như được sản xuất thuận tiện bởi một phòng tắm đóng băng của khô băng/aceton. Nhiệt độ cao hơn (−25 °C hoặc thậm chí −15 °C) cũng được sử dụng.

### Phân hủy nhiệt
Khi đun nóng, n-BuLi, tương tự như các thuốc thử alkyllithi khác với "β-hydrogens", trải qua quá trình loại bỏ β-hydride để tạo ra 1-buten và Lithi hydride (LiH):
C4H9Li → LiH + CH3CH2CH=CH2

## An toàn
Các hợp chất alkyl-lithi được lưu trữ trong khí trơ để tránh mất hoạt tính và vì lý do an toàn. n-BuLi phản ứng dữ dội với nước:
C4H9Li + H2O → C4H10 + LiOH
Đây là một phản ứng gắng sức. Nếu có oxy, butan sinh ra sẽ bốc cháy.
BuLi cũng phản ứng với CO2 để tạo ra lithi pentanoat:
C4H9Li + CO2 → C4H9CO2Li